# Palomar 5
Palomar 5 (kurz: Pal 5) ist ein Kugelsternhaufen im Sternbild Schlange. Pal 5 wurde im Jahre 1950 von Walter Baade entdeckt und 1955 von Albert George Wilson wiederentdeckt. Er gehört mit etwa 5.000 Sonnenmassen zu den massenärmsten bekannten Kugelsternhaufen.
Palomar 5 ist etwa 70.000 Lichtjahre von uns entfernt. Er umkreist seit ca. 10 Milliarden Jahren die Milchstraße. Während mehrerer Passagen durch die Ebene der Milchstraße verlor Pal 5 nach und nach Teile seiner Materie an die Milchstraße. Ein Teil der herausgerissenen Materie bildete zwei, etwa 15.000 Lichtjahre lange Gezeitenarme, die auch als Palomar-5-Sternstrom bezeichnet werden. Der Sternenstrom bewegt sich mit Pal 5 um die Milchstraße und enthält überwiegend massenarme Sterne. Insgesamt erlitt Pal 5 bisher einen Masseverlust von annähernd 50.000 Sonnenmassen.
In 110 Millionen Jahren wird sich Pal 5 wiederum durch die Milchstraße bewegen. Er wird in etwa 23.000 Lichtjahren Abstand vom Zentrum in ein sternreiches Areal eintreten. Hierbei wird Pal 5 vermutlich vollständig von der Milchstraße einverleibt.
Palomar 5 besitzt einen Halbmassenradius von 3,0' und eine Geschwindigkeitsdispersion mit 1,1 km/s.